# David Bruce
Sir David Bruce (29. svibnja 1855.,.Melbourne - 27. studenog 1931.) bio je škotski patolog i mikrobiolog koji se bavio istraživanjem Malteške groznice i bolesti spavanja.  
David Bruce je rođen u Australiji, a u dobi od pet godina preselio se u Škotsku. Medicinu je diplomirao na Sveučilištu u Edinburghu. Nakon diplome kraće vrijeme je radio ako liječnik opće prakse, da bi se nakon toga prijavio u vojsku, te je 1884.g. stacioniran na Maltu gdje je otkrio Maltešku groznicu.  
Brucella je rod bakterija koji nosi po njemu naziv. Po njemu je nazvana i Trypanosoma brucei uzročnik bolesti spavanja.

## Vanjske poveznice
- whonamedit.com (engl.)